# Zuidelijke dwergcavia
De zuidelijke dwergcavia (Microcavia australis)  is een zoogdier uit de familie van de cavia-achtigen (Caviidae). De wetenschappelijke naam van de soort werd voor het eerst geldig gepubliceerd door I. Geoffroy & d'Orbigny in 1833.

## Voorkomen
De soort komt voor in Argentinië en Chili.